# الغواصة اليابانية آي-19
كانت آي-19 غواصة يابانية من فئة بي1 والتي دمرت العديد من سفن العدو وأصابت بعضها خلال الحرب العالمية الثانية إبان خدمتها في البحرية الإمبراطورية اليابانية. خلال حملة غوادالكانال، وبطوربيد واحد، أغرقت الغواصة حاملة الطائرات يو إس إس واسب والمدمرة يو إس إس أوبراين وألحقت أضرارًا بالبارجة يو إس إس نورث كارولينا.